# Maksymilian Szuber
Maksymilian "Max" Szuber, född 25 augusti 2002, är en tysk-polsk professionell ishockeyback som är kontrakterad till Utah Mammoth i National Hockey League (NHL) och spelar för Tucson Roadrunners i American Hockey League (AHL).
Han har tidigare spelat för Arizona Coyotes i NHL och EHC Red Bull München i Deutsche Eishockey Liga (DEL).
Szuber draftades av Arizona Coyotes i sjätte rundan i 2022 års draft som 163:e spelare totalt.

## Statistik
| 2020–2021  | Red Bull Hockey Juniors | Alps HL    | 29  | 3  | 8  | 11 | 12 | 2  | 0 | 0 | 0 | 0 |
|            | EHC Red Bull München    | DEL        | 2   | 0  | 0  | 0  | 0  | —  | — | — | — | — |
| 2021–2022  | EHC Red Bull München    | DEL        | 35  | 1  | 6  | 7  | 6  | 10 | 0 | 0 | 0 | 0 |
|            | SC Riessersee           | OL         | 3   | 0  | 2  | 2  | 0  | —  | — | — | — | — |
| 2022–2023  | EHC Red Bull München    | DEL        | 46  | 3  | 7  | 10 | 8  | 15 | 0 | 2 | 2 | 8 |
| 2023–2024  | Arizona Coyotes         | NHL        | 1   | 0  | 0  | 0  | 2  | —  | — | — | — | — |
|            | Tucson Roadrunners      | AHL        | 70  | 7  | 21 | 28 | 48 | 2  | 0 | 1 | 1 | 0 |
| 2024–2025  | Tucson Roadrunners      | AHL        | 65  | 7  | 25 | 32 | 47 | 3  | 0 | 0 | 0 | 0 |
| NHL totalt | NHL totalt              | NHL totalt | 1   | 0  | 0  | 0  | 2  | —  | — | — | — | — |
| AHL totalt | AHL totalt              | AHL totalt | 135 | 14 | 46 | 60 | 95 | 5  | 0 | 1 | 1 | 0 |
| DEL totalt | DEL totalt              | DEL totalt | 83  | 4  | 13 | 17 | 14 | 25 | 0 | 2 | 2 | 8 |

### Internationellt
| Källa: Uppdaterad: 2024-04-10 | Källa: Uppdaterad: 2024-04-10 | Källa: Uppdaterad: 2024-04-10 |         | Utv = Utvisningsminuter | Utv = Utvisningsminuter | Utv = Utvisningsminuter | Utv = Utvisningsminuter | Utv = Utvisningsminuter |
| År                            | Lag                           | Mästerskap                    | Matcher | Mål                     | Assists                 | Poäng                   | Utv                     |                         |
| ----------------------------- | ----------------------------- | ----------------------------- | ------- | ----------------------- | ----------------------- | ----------------------- | ----------------------- | ----------------------- |
| 2018                          | Tyskland                      | U18-VM D1A                    | 5       | 0                       | 5                       | 5                       | 0                       |                         |
| 2021                          | Tyskland                      | JVM                           | 2       | 0                       | 0                       | 0                       | 0                       |                         |
| 2022                          | Tyskland                      | JVM                           | 5       | 0                       | 1                       | 1                       | 0                       |                         |
| 2023                          | Tyskland                      | VM                            | 10      | 1                       | 0                       | 1                       | 31                      |                         |
| Junior totalt                 | Junior totalt                 | Junior totalt                 | 12      | 0                       | 6                       | 6                       | 0                       |                         |
| Senior totalt                 | Senior totalt                 | Senior totalt                 | 10      | 1                       | 0                       | 1                       | 31                      |                         |